# David Kellermann
David B. Kellermann (agosto de 1967 – 22 de abril de 2009) foi um empresário norte-americano. Foi chief financial officer da Freddie Mac.